# Mezinárodní filmový festival Karlovy Vary 2019
Mezinárodní filmový festival Karlovy Vary 2019 proběhl ve dnech 28. června až 6. července 2019.

## Hlavní porota
- Štěpán Hulík : scenárista
- Annemarie Jacir : režisérka
- Sergei Loznitsa : režisér
- Angelikí Papoúlia : herečka
- Charles Tesson : kritik

## Oficiální výběr

### Hlavní soutěž
- The August Virgin (La virgen de agosto) (Španělsko, režie: Jonás Trueba)
- The Father ( Bashtata) (Bulharsko, Řecko, režie: Kristina Grozeva, Petar Valchanov)
- Half-Sister (Polsestra) (Slovinsko, režie: Damjan Kozole)
- La Belle Indifference (Turecko, režie: Kıvanç Sezer)
- Lara (Německo, režie: Jan-Ole Gerster)
- Let There Be Light Nech (je svetlo) (Slovensko, Česko, režie: Marko Škop)
- The Man of the Future (El hombre del futuro) (Chile, Argentina, režie: Felipe Ríos)
- Monsoon (Spojené království, režie: Hong Khaou)
- Mosaic Portrait (Ma sai ke shao nü) (Čína, režie: Zhai Yixiang)
- Ode to Nothing (Oda sa Wala) (Filipíny, režie: Dwein Baltazar)
- Patrick (Belgie, režie: Tim Mielants)
- To the Stars (Spojené státy americké, režie: Martha Stephens)

### Mimo soutěž
- Mystify: Michael Hutchence (Austrálie, režie: Richard Lowenstein)
- Old-Timers (Staříci) (Česko, Slovensko, režie: Martin Dušek, Ondřej Provazník)
- The True Adventures of Wolfboy (Spojené státy americké, režie: Martin Krejčí)

### Soutěž Na východ od Západu
- Aga's House (Shpia e Agës) (Kosovo, Chorvatsko, Albánie, Francie, režie: Lendita Zeqiraj)
- Arest (Rumunsko, režie: Andrei Cohn)
- The Bull (Byk) (Rusko, režie: Boris Akopov)
- A Certain Kind of Silence (Tiché doteky) (Česko, Nizozemsko, Lotyšsko, režie: Michal Hogenauer)
- Last Visit (Akher Ziyarah) (Saúdská Arábie, režie: Abdulmohsen Aldhabaan)
- Mamonga (Srbsko, Bosna a Hercegovina, Černá Hora, režie: Stefan Malešević)
- My Thoughts Are Silent (Moi dumki tikhi) (Ukrajina, režie: Antonio Lukich)
- Nova Lituania (Litva, režie: Karolis Kaupinis)
- Passed by Censor (Görülmüştür) (Turecko, Německo, režie: Serhat Karaaslan)
- Scandinavian Silence (Skandinaavia vaikus) (Estonsko, režie: Martti Helde)
- Silent Days (Hluché dni) (Slovensko, Česko, režie: Pavol Pekarčík)
- Zizotek (Řecko, režie: Vardis Marinakis)

### Bez cenzury
- Čas sluhů (Československo, režie: Irena Pavlásková)
- Dědictví aneb Kurvahošigutntag (Československo, režie: Věra Chytilová)
- Kouř (Československo, režie: Tomáš Vorel)
- Lepší je být bohatý a zdravý než chudý a nemocný (Československo, režie: Juraj Jakubisko)
- Pějme píseň dohola (Československo, režie: Ondřej Trojan)
- Requiem pro panenku (Československo, režie: Filip Renč)
- V žáru královské lásky (Československo, režie: Jan Němec)

## Ocenění[1]
- Křišťálový glóbus: The Father ( Bashtata) (Bulharsko, Řecko, režie: Kristina Grozeva, Petar Valchanov)
- Zvláštní cena poroty: Lara (Německo, režie: Jan-Ole Gerster)
- Cena za mimořádný umělecký přínos světové kinematografii:
- Cena za režii: Tim Mielants, film Patrick (Belgie)
- Cena za ženský herecký výkon: Corinna Harfouch, film Lara (Německo, režie: Jan-Ole Gerster)
- Cena za mužský herecký výkon: Milan Ondrík, film Let There Be Light Nech (je svetlo) (Slovensko, Česko, režie: Marko Škop)
- Zvláštní uznání: (ex-æquo) The August Virgin (La virgen de agosto) (Španělsko, režie: Jonás Trueba) / Antonia Giesen, film The Man of the Future (El hombre del futuro) (Chile, Argentina, režie: Felipe Ríos)
- Cena Na východ od Západu: The Bull (Byk) (Rusko, režie: Boris Akopov)
- Zvláštní uznání v kategorii Na východ od Západu: My Thoughts Are Silent (Moi dumki tikhi) (Ukrajina, režie: Antonio Lukich)
- Cena prezidenta festivalu: Vladimír Smutný